# Rabson-Mendenhall-Syndrom
Das Rabson-Mendenhall-Syndrom ist eine sehr seltene angeborene Erkrankung mit einer Kombination von ausgeprägter Insulinresistenz und Hyperplasie der Pinealis.
Synonyme sind: Mendenhall-Syndrom; Insulinresistenz mit familiärer Pinealishyperplasie; englisch Pineal Hyperplasia, Insulin-resistant Diabetes mellitus, and Somatic Abnormalities
Die Bezeichnung bezieht sich auf die Autoren der Erstbeschreibung aus dem Jahre 1956 durch die US-amerikanischen Pathologen Samuel Milton Rabson und E. N. Mendenhall.

## Verbreitung
Die Häufigkeit wird auf unter 1 zu 1 Million angegeben, die Vererbung erfolgt autosomal-rezessiv.

## Ursache
Der Erkrankung liegen Mutationen im INSR-Gen im Chromosom 19 Genort p13.2 zugrunde, die zu einem Mangel an Insulinrezeptoren führen.

## Klinische Erscheinungen
Klinische Kriterien sind:
- Diabetes mellitus mit Insulinresistenz
- Wachstumsverzögerung bereits intrauterin beginnend, Hypotrophie der Muskulatur und des Fettgewebes
- an eine Akromegalie erinnernde Gesichtsauffälligkeiten mit Dysplasie der Zähne, auffällige Haare, Hirsutismus
- verdickte Nägel
- Acanthosis nigricans
- Hyperplasie des Corpus pineale

## Diagnose
Im Vordergrund steht eine Hypoglykämie sowohl nüchtern als auch postprandial
mit Hyperinsulinämie.

## Differentialdiagnose
Abzugrenzen sind der Leprechaunismus sowie das Insulinresistenz-Syndrom Typ A.

## Heilungsaussicht
Die Prognose ist ungünstig, die meisten versterben in den ersten Lebensjahren.